# アウグスト・ソラーリ
アウグスト・ホルヘ・マテオ・ソラーリ（Augusto Jorge Mateo Solari, 1992年1月3日 - ）は、アルゼンチン・サンタフェ州ロサリオ出身のサッカー選手。リーガMX・アトラスFC所属。ポジションはMF。

## クラブ経歴
2012年にCAリーベル・プレートのトップチームに昇格。2014年にスーペルリーガ・アルヘンティーナとコパ・スダメリカーナで優勝。更に2015年にはコパ・リベルタドーレス2015でも優勝し、FIFAクラブワールドカップ2015で準優勝するなど、数々のタイトルを獲得。エストゥディアンテス・デ・ラ・プラタでのプレーを経て、2019年にはラシン・クラブでも国内リーグで優勝を経験した。
2021年1月23日、セルタ・デ・ビーゴと2年半契約を締結。2月8日のアトレティコ・マドリード戦では、試合終了間際にファクンド・フェレイラの同点ゴールをアシストし、敵地で勝ち点獲得の原動力となった。

## 人物
- ソラーリ一家はアルゼンチンでも有名なサッカー一家として知られている。祖父はホルヘ・ソラーリで、サンティアゴ・ソラーリとエステバン・ソラーリは従兄弟にあたる。

## タイトル

### クラブ
CAリーベル・プレート
- プリメーラ・ディビシオン : 2013-14フィナール, 2013-14フィナール・カンペオナート
- コパ・スダメリカーナ : 2014
- コパ・リベルタドーレス : 2015
- Jリーグカップ/コパ・スダメリカーナ王者決定戦 : 2015

ラシン・クラブ
- プリメーラ・ディビシオン : 2018-19